# 龙嘉站

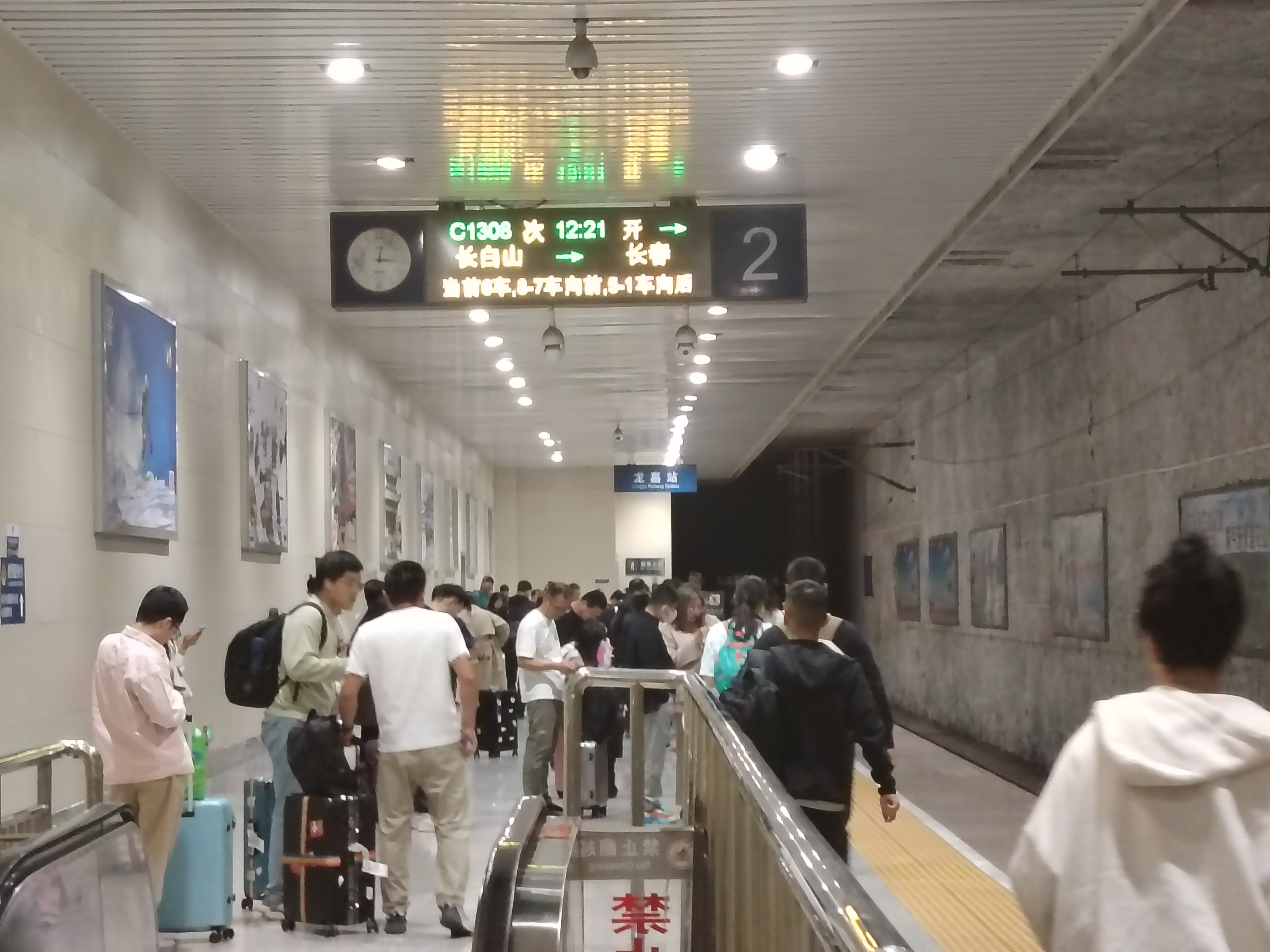
龙嘉站2号站台

龙嘉站位于中华人民共和国吉林省长春市九台区龙嘉镇，是长珲城际铁路上的火车站，由中国铁路沈阳局集团管辖，2011年1月11日起正式对外运营。
本站位于长春龙嘉国际机场T1航站楼东南侧，通过地下通道相连。

## 外部連結
- 维基共享资源上的相關多媒體資源：龙嘉站